# 汪珊
汪珊（1481年—1541年），字德聲，號秋浦，直隶池州府貴池縣（今安徽省貴池市）人，明朝政治人物。

## 生平
應天府鄉試第二十三名舉人。正德六年（1511年）中式辛未科會試第一百五十二名，登第二甲第一百零四名進士。授行人。正德七年（1512年），授南京四川道試監察御史。授湖廣道御史、陝西按察司副使。嘉靖八年（1529年），授浙江按察使。嘉靖十年，授廣東右布政使、陝西左布政使。嘉靖十一年，任都察院右副都御史、廵撫湖廣。嘉靖十五年，任都察院右副都御史、廵撫貴州。嘉靖十七年（1538年），任南京大理寺卿。嘉靖十八年，任南京戶部右侍郎。

## 遺跡
现有汪珊墓石刻，为安徽省文物保护单位。

## 家族
曾祖汪蘭森；祖父汪貞；父汪嵩，母吳氏。具庆下。